# 申哈根
申哈根（德語：Schönhagen）是德国图林根州的市镇，隶属于艾希斯费尔德县。总面积为2.54平方千米，截至2023年12月31日总人口为145人。